# Маргинализация
Маргинализация или социално изключване в социологията 
и политологията 
означават изтласкване на социални групи ,
общности или отделни индивиди 
(макар че процесът по-често е групов) в „покрайнините“ на социума ,
това е неглижиране ,
отнемане на социални или граждански права , игнориране ,
липса на видимост, липса на гласност, отказ за такива, много често ефектът на социално изключване е предхождан или съпровождан от икономическа маргинализация ,
отнемане на икономически възможности, а от там и автоматично включване на социални механизми на отхвърляне, или обратното, неприемането на групи и общности в социума, което води до тяхната икономическа маргинализация и от там социално изключване. Съществува и процес на автомаргинализация 
или самоизключване от социума, поради лични мотиви, психологически или социални причини. Маргинализацията може да произтече и поради несъвместимост с официално приеманата идеология .